# Forst

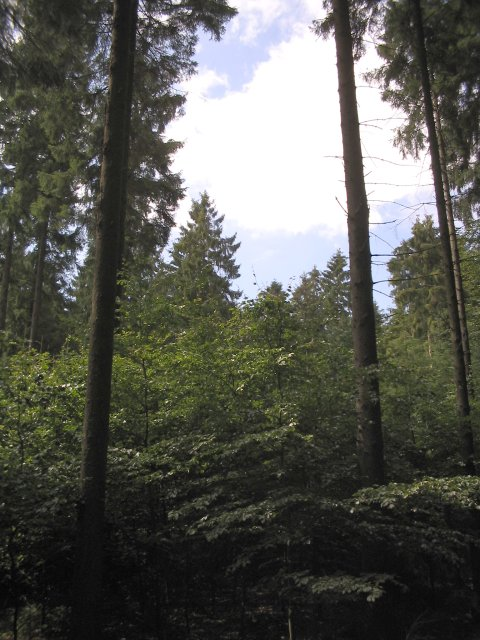
Ein bäuerlicher Forst

Als Forst (ⓘ) werden heute bewirtschaftete Wälder bezeichnet, deren Baumartenzusammensetzung anthropogen nach wirtschaftlichen Gesichtspunkten (insbesondere Rohholzertrag) mehr oder weniger kontrolliert wird. Die begriffliche Trennung zwischen Wald und Forst ist im allgemeinen Sprachgebrauch fließend, eindeutig ist hier nur die Abgrenzung zum Urwald. Fachsprachlich ist mit Forst in aller Regel ein forstwirtschaftlich genutzter Wald gemeint, auch wenn die Naturnähe von Forsten je nach der Bewirtschaftungsmethode sehr unterschiedlich sein kann. Damit ist die heutige Abgrenzung der ursprünglichen entgegengesetzt.
Im früheren Sprachgebrauch waren Forste königlicher Wald oder Bannforst (Bannwald), später verstand man darunter Wälder mit Jagdrecht, Fischerei- und Holzrecht für speziell Berechtigte.

## Wortherkunft
Im Althochdeutschen stand das Wort Bannwald für den heutigen Begriff Forst, auf mittellateinisch forestis.
Neben forestis sind weitere Ab- und Herleitungen von Forst denkbar:
- ebenfalls aus dem Germanischen first (vgl. Firstbaum zur Begrenzung von Hauseingang und Einfriedung), möglicher Hinweis auf besonders geschützte Wälder
- aus dem Germanischen forha und forhaha, vgl. Föhre und Föhrenwald, wobei letzterer Begriff auch für Laubwälder genutzt worden sein soll
- aus dem Keltischen dvoresta (= außerhalb)
- aus dem Lateinischen foris (= außerhalb).[4]

Man vergleiche auch das englische forest und das französische forêt, die heute ebenfalls Wald oder Forst bedeuten. In Darstellungen der englischen Geschichte wird betont, dass „Forest“ im Mittelalter eher so viel wie Wildnis bedeutete und nicht unbedingt dicht bewaldet sein musste. Der Buchstabe l im spanischen und portugiesischen Wort floresta gilt als falsche Einfügung aus dem Humanismus der Renaissancezeit, als man das Wort auf den Wortstamm flor- („blühen“) zurückführen wollte.

## Begriffswandel vom Mittelalter bis zur Neuzeit
Die Bedeutung des Begriffes „Forst“ hat sich in der Vergangenheit mehrfach geändert. Erste urkundliche Quellen mit dem Begriff „forestis nostra“ stammen von fränkischen Königen aus dem 7. Jahrhundert. Mit diesem Begriff wurde damals herrenloses, bisher nicht genutztes Land bezeichnet. Später benutzte man den Begriff zeitweise als Unterscheidung von großen Waldflächen gegenüber kleineren, welche einfach „Wald“ genannt wurden. Zu anderen Zeiten wurden die Begriffe umgekehrt oder auch synonym benutzt.
In einem althochdeutschen Wörterbuch fanden sich die Begriffe forestensis („Forst“), forestarius („Waldhüter/Förster“), forestagium („Forstabgabe“) und forstari („Forstverwalter“).
Während des frühen Mittelalters bestand am Wald ein allgemeines Nutzungsrecht, d. h. jeder konnte Brenn- und Bauholz gewinnen, die Nutztiere im Wald weiden lassen und wilde Tiere jagen. Flächen, wo der Grundherr (König etc.) bestimmte Nutzungen untersagte, wurden „forestiert“, also im bildlichen Sinne „eingezäunt“.
Früheste Nutzungseinschränkungen betrafen die Jagd, über entsprechende Flächen wurde der sogenannte Wildbann verhängt. Als in der Blüte des Hochmittelalters der Holzbedarf rapide zunahm (Bevölkerungsanstieg, Wachstum der Städte, früheste industrielle Strukturen) wurden der Wald und seine Produkte schnell zum Wirtschaftsgut. In der Konkurrenz um den Rohstoff Holz wurden daher die Waldflächen in einem umfassenden Sinn der Forsthoheit unterworfen, d. h. der Grundherr übte sämtliche Rechte am Wald nunmehr selbst aus. Dazu entstanden erste Verwaltungsstrukturen im Sinne einer Forstverwaltung.
Für die Inanspruchnahme des Waldes durch die Allgemeinheit ergaben sich damit zwangsläufig erhebliche Einschränkungen. Der Umfang und das Ausmaß der zulässigen Nutzung wurde in sogenannten Forstordnungen detailliert geregelt, durch entsprechende Nutzungsrechte sollte die Grundversorgung der Bevölkerung mit den Produkten des Waldes sichergestellt werden. Meist war genau festgelegt, wer in welchem Zeitraum wie viel Brennholz und Bauholz schlagen durfte, wo Haustiere im Wald weiden konnten (wie der sogenannte „Eckerich“). Obwohl die Staatsforstverwaltungen als Rechtsnachfolger der Kameralherren im 20. Jahrhundert viele der Dienstbarkeiten durch Geldzahlungen ablösen konnten, besteht ein Teil der alten Rechte bis heute. Alternativ zu Nutzungsrechten erhielt die Bevölkerung abgetrennte Waldflächen zur Eigenbewirtschaftung („Hauberge“), die meist um die Wende vom 18. zum 19. Jahrhundert parzelliert und in Privateigentum überführt wurden, in Einzelfällen aber als Gemeinschaftseigentum erhalten blieben („Realgenossenschaften“).

## Heutiger Begriff
Während die Begriffe „Wald“ und „Forst“ umgangssprachlich synonym verwendet werden, gibt es vor allem in der Vegetationskunde eine begriffliche Differenzierung: Als Wälder werden Waldgesellschaften bezeichnet, deren Zusammensetzung der Baumarten weitgehend der regionalen potentiellen natürlichen Vegetation entspricht und insofern eine naturnahe Bestockung (Aufforstung) darstellen, beispielsweise Buchenwald-Gesellschaften der Schwäbischen Alb. Naturnahe und naturschonende Verhältnisse ergeben sich auch daraus, dass solche Waldbestände in der Regel ausgehend von vorhandenen Bestockungen auf dem Wege der Naturverjüngung begründet werden und daher meist einen kleinflächig ausgeprägten Strukturreichtum aufweisen. Im Gegensatz dazu ist von Forsten die Rede, wenn standortsfremde Baumarten, oft Nadelhölzer, in Reinbeständen und durch Pflanzung künstlich begründet, naturferne Bestockungen darstellen (abgesehen von montanen Forsten im Gebirge, die von Natur aus teilweise erhebliche Anteile von Nadelbäumen wie Tannen, Fichten, Lärchen enthalten).